# كماس رفيع
كماس رفيع (الاسم العلمي:Camassia angusta) هو نوع من النباتات يتبع جنس الكماس من الفصيلة الهليونية.